# Kuressaare
Kuressaare (indtil 1918: tysk: Arensburg; 1918-1952: Kingissepa) er en by på øen Øsel (estisk: Saaremaa) i Estland. Den ligger på øens sydkyst ud mod Rigabugten og Østersøen. Byen har 13.185 (2024) indbyggere og er hovedby for kommunen Saaremaa og Amtet Saaremaa.
Kuressaare har en lille lufthavn med to startbaner. Der er regelmæssig flytrafik til Tallinn, Pärnu og Stockholm.

## Historie
- 1381 Kuressaare udviklede sig omkring en bispeborg
- 1424 Landsbyen nævnes for første gang
- 1559 Frederik II købte omkring 1560 bispedømmet Saare-Lääne af den daværende biskop for 30.000 daler. Det omfatter øerne Øsel (Saaremaa) og Dagø (Hiumaa) samt det nærliggende landområde omkring Haapsalu (Wiek).
- 1563 fik Kuressaare sine byrettigheder
- 1645 overtog Sverige byen og resten af øen efter Freden i Brömsebro
- 1710 Under Den store nordiske krig i 1710 hærgede russiske tropper og store dele af byen brændte

1721 Ved Freden i Nystad i 1721 blev byen og resten af det svenske Estland afstået til Rusland
- 1900 udviklede byen sig til en kurby
- 1917 til 1918 var byen besat af Tyskland
- 1918 blev Estland selvstændig og byen skiftede navn fra Arensburg til Kuressaare
- 1941 til 1944 var byen igen besat af Tyskland
- 1952 til 1988 hed byen Kingissepa, oppkaldt efter bolsjevikken Viktor Kingissepp, som var født i Kuressaare.
- 1990 var Kuressaare den første by i Estland som fik sit eget kommunale selvstyre igen

## Venskabsbyer
| Sverige | Skövde, Sverige fra 23. juni 1993       |
| Danmark | Rønne, Danmark fra 3. oktober 1991      |
| Finland | Mariehamn, Finland fra 24. oktober 1991 |
| Finland | Vammala, Finland fra 30. juni 1994      |
| Finland | Turku, Finland fra 30. maj 1996         |
| Finland | Ekenäs, Finland fra 21. november 1988   |
| Letland | Talsi, Letland fra 27. maj 1998         |
| Belgien | Kuurne, Belgien fra 9. august 1998      |

## Galleri
- Biskoppens borg
- Bygning i barok fra 1663
- Den tidligere brandstation
- Handelsskolen

## Klima
| Vejr for Kuressaare             | Vejr for Kuressaare | Vejr for Kuressaare | Vejr for Kuressaare | Vejr for Kuressaare | Vejr for Kuressaare | Vejr for Kuressaare | Vejr for Kuressaare | Vejr for Kuressaare | Vejr for Kuressaare | Vejr for Kuressaare | Vejr for Kuressaare | Vejr for Kuressaare | Vejr for Kuressaare |
|                                 | Jan                 | Feb                 | Mar                 | Apr                 | Maj                 | Jun                 | Jul                 | Aug                 | Sep                 | Okt                 | Nov                 | Dec                 | År                  |
| ------------------------------- | ------------------- | ------------------- | ------------------- | ------------------- | ------------------- | ------------------- | ------------------- | ------------------- | ------------------- | ------------------- | ------------------- | ------------------- | ------------------- |
| Gennemsnitlig maks °C           | 0,9                 | −0,1                | 1,9                 | 6,5                 | 12,4                | 16,7                | 19,8                | 19,5                | 15,4                | 10,6                | 5,7                 | 2,6                 | 9,3                 |
| Gennemsnitlig min °C            | −3                  | −4                  | −2,2                | 1,6                 | 6,6                 | 11,1                | 14,3                | 14,5                | 10,8                | 6,6                 | 2,3                 | −1,2                | 4,8                 |
| Gennemsnitlig nedbør mm         | 43                  | 30                  | 31                  | 28                  | 33                  | 52                  | 64                  | 66                  | 56                  | 70                  | 67                  | 47                  | 587                 |
| Kilde (20. april 2017): TurVejr |                     |                     |                     |                     |                     |                     |                     |                     |                     |                     |                     |                     |                     |

## Fodnoter
1. 1 2  Statistical Database of Statistics Estonia, hentet 27. juli 2024 (fra Wikidata).
2. ↑  "Vejret i Kuressaare året rundt". turvejr.com.